# Mangelia sagena
Mangelia sagena é uma espécie de gastrópode do gênero Mangelia, pertencente a família Mangeliidae.